# Centralni siouanski jezici
Centralni siouanski jezici, glavna grana siouanskih jezika s područja sjevernoameričkih prerija u dolinama Mississippija i Misourija. Centralna skupina sastoji se o užih skupina mississippi valley s deset jezika, i mandan, s jedinim istoimenim jezikom mandan.
Skupina Mississippi valley obuhvaća podskupine: chiwere (1), dakota (4), dhegiha (4) i Winnebago (1), ho-chunk [win].

## Vanjske poveznice
- Ethnologue (14th)
- Ethnologue (15th)